# توماس تشارلز ليثبريدج
توماس تشارلز ليثبريدج (23 مارس 1901- 30 سبتمبر 1971)، معروف أكثر باسم تي سي ليثبريدج هو عالم آثار إنجليزي، ومتخصص في تخاطر علم النفس ومستكشف. متخصص في علم الآثار الأنجلوسكسوني، شغل منصب الحارس الفخري للآثار الأنجلوسكسونية في متحف جامعة كامبريدج للآثار وعلم الإنسان منذ عام 1923 حتى عام 1957، كتب على مدار حياته أربعة وعشرين كتابًا حول مواضيع مختلفة، ليصبح معروفًا بشكل خاص بدفاعه عن الاستنباء بالعصا.
ولد ليثبريدج في سومرست لعائلة ثرية، وتلقى تعليمه في كلية ترينيتي في كامبريدج، وذهب خلالها في رحلة استكشافية إلى جزيرة يان ماين، ليصبح جزءًا من أول مجموعة تتسلق بركان بيرنبرغ بنجاح. دخل مجال علم الآثار بعد رحلة استكشافية ثانية فاشلة إلى الدائرة القطبية الشمالية. أجرى ليثبريدج بصفته حارس الآثار الأنجلوسكسونية في متحف جامعة كامبريدج للآثار وعلم الإنسان، حفريات في مواقع مختلفة في جميع أنحاء بريطانيا. تسببت ادعاءاته المتعلقة رموز من العصر الحديدي على تلة واندلبري في كامبريدجشاير بجدل كبير داخل المجتمع الآثاري، حيث يعتقد معظم علماء الآثار أن ليثبريدج أخطأ في تعريف معلم طبيعي. اعتبرت منهجية ليثبريدج ونظرياته على نطاق واسع غير تقليدية، وبدوره أصبح ينتقد بشكل متزايد العمل في مجال الآثار.
انتقل ليثبريدج مع زوجته إلى برانسكومب، ديفون، بعد استقالته من متحف الجامعة في عام 1957. كرس نفسه هناك للبحث في الظواهر الخارقة للطبيعة، ونشر سلسلة من الكتب حول هذا الموضوع تستهدف جمهورًا شعبيًا وليس أكاديميًا. تضمنت هذه السلسلة في معظمها بحثه المتعلق باستخدام الرقاص في الاستنباء بالعصا، على الرغم من أنه في منشورات أخرى دافع عن فرضيات طائفة الساحرات لمارغريت موراي، وصاغ نظرية الشريط الحجري كتفسير لمشاهد الأشباح، وجادل بأن أنواع الكائنات المقيمة خارج الأرض شاركت في تشكيل التطور البشري؛ بذلك تبنى وخلد الأفكار الخفية لحركة أسرار الأرض. على الرغم من أن عمله في علم التخاطر قوبل من المؤسسات الأكاديمية بالسخرية والتجاهل باعتباره علمًا زائفًا، غير أنه جذب أتباعًا له، ودافع علماء الباطنية مثل كولن ويلسون وجوليان كوب عن عمله بعد وفاته. في عام 2011 كان موضوعًا لسيرة ذاتية كتبها تيري ويلبورن.

## بداية حياته

### شبابه
ولد توماس تشارلز ليثبريدج في 23 مارس 1901. كان والداه، فيوليت ليثبريدج (كنيتها قبل الزواج مردوخ) وزوجها أمبروز ليثبريدج، أثرياء وعاشا في نول هاوس في تيمبرسكومب، سومرست في جنوب غرب إنجلترا، حيث وظفوا سبعة خدم. تأتي ثروة العائلة من تشارلز ليثبريدج والد أمبروز، الذي تزوج من وريثة الفحم الغنية سوزان آن ياربورغ. لم يكن على تشارلز أو أمبروز السعي لكسب لقمة عيشهم، وبصفتهم سادة «مُكتفين» أمضوا وقتهم في ممارسة الهوايات الريفية. بحلول عام 1907، انتقلت عائلة ليثبريدج إلى لوييل لودج، دورشيستر في دورست، حيث أنجبت فيوليت ابنتهم جاسينثا في يونيو. انتقلوا بعد ذلك إلى منزل يدعى تريفيسوم في فلاشينغ، كورنوال، حيث ولد ابنهما الثاني، أمبروز «بيل» وليام سبيك ليثبريدج. أصيب والد توماس أمبروز بمرض السل في نهاية العقد، مما أدى إلى انتقال العائلة إلى منزل تشارلز في هايتسبري، ويلتشير، حيث توفي أمبروز في سبتمبر 1909، عن عمر يناهز 34 عامًا.
في هذا الوقت، طور توماس اهتمامًا بعلم الآثار وعلم الحشرات وعلم الطيور، بالإضافة إلى الرسم. في عام 1913، خططت عائلته لانضمامه إلى البحرية الملكية، على الرغم من أنه فشل في امتحان القبول بسبب ضعف البصر المزعوم. عند اندلاع الحرب العالمية الأولى، أرسل ليثبريدج إلى كلية ولنغتون في بيركشاير، في حين انتقلت أمه وإخوته إلى بوكهورست في ووكينغهام، بيركشاير. في فبراير 1919، انتقلت فيوليت وأطفالها إلى مانور هاوس في فينشامبستيد، حيث مرض كل من جاسينثا وبيل إلى حد خطير نتيجة لوباء الأنفلونزا؛ نجت جاسينثا ولكن توفي بيل في مارس.

### الجامعة وجان ماين: 1921–1923
التحق ليثبريدج بكلية ترينيتي، كامبريدج، في أكتوبر 1921 بهدف دراسة الجيولوجيا والجغرافيا. وجد أن الجيولوجيا «مملة إلى حد كبير»، ونادرًا ما حضر المحاضرات ولم يهتم بدراساته، وبدلًا من ذلك قضى الكثير من وقته في التصوير وصيد الأسماك والإبحار. تخرج بإجازة بكالوريوس من الدرجة الثالثة في يونيو 1923.
خلال دراسته، قرر ليثبريدج الانضمام إلى رحلة استكشافية لزيارة جزيرة يان ماين في الدائرة القطبية الشمالية، إلى جانب زملائه من طلاب كامبريدج جيمس تشاورث ماسترز وويليام سير بريستو ودون من كلية سانت جون، كامبريدج، وعالم الجيولوجيا جيمس ووردي. على الرغم من أنهم خططوا في البداية للسفر بشكل مستقل، غير أنهم قرروا الانضمام إلى رحلة استكشافية نرويجية بقيادة هاغبورد إيكرولد ورافقهم متسلق الجبال وعالم الجليد السويسري بول لويس ميركانتون. أبحرت الرحلة من براتفاغ على متن سفينتين في أغسطس 1921، وعند وصولهم إلى يان ماين أصبحوا أول فريق يتسلق بيرنبرغ بنجاح («جبل الدببة»). تمكن ليثبريدج خلال الحملة أيضًا من استكشاف اهتمامه المتزايد بعلم الآثار من خلال التنقيب في مستوطنة إسكيمو مهجورة. أقرت التايمز بأن تلك الرحلة الاستكشافية كانت حدث تسلق الجبال الأهم لذلك العام.
في كامبريدج، دخل ليثبريدج في علاقة رومانسية مع سيلفيا روبرتسون، ابنة رجل دين، وكانا مخطوبين بهدف الزواج في مارس 1922.
في منتصف عام 1922 ذهب في رحلة بحرية حول هبريدس في اسكتلندا مع زميله طالب جامعة ترنيتي جيفري ولفورد.
في صيف عام 1923، كان ليثبريدج جزءًا من رحلة استكشافية ثانية بقيادة ووردي، كان الهدف منها استكشاف الساحل الشرقي لغرينلاند لإجراء تحقيقات جيولوجية وأثرية وتكرار تجارب جاذبية الرقاص لإدوارد سابين. أبحروا من نيوكاسل، وتوقفوا أولًا في بيرغن ثم يان ماين قبل أن يعلقوا في تجمع ثلجي. ومع انخفاض احتياطيات الغذاء، لجأ الطاقم إلى قتل وأكل الفقمات الرمادية والدببة القطبية، قبل أن يلغوا المهمة في نهاية المطاف ويعودوا إلى ديارهم.